# Reaktionsvideo
Ein Reaktionsvideo (im Englischen kurz auch nur React oder Reaction) ist ein Webvideo, das die Reaktionen einer oder mehrere Personen auf ein bestimmtes Ereignis zeigt. Insbesondere auf Videoportalen wie YouTube oder Twitch steht dieser Begriff für Webvideos, in denen ein oder mehrere Webvideoproduzenten, Influencer oder Livestreamer auf ein bereits vorhandenes Webvideo oder ein sonstiges Ereignis reagieren. Die Reaktion kann eine eigene Meinung oder eine Diskussion beinhalten und wird auf einem oder mehreren sozialen Netzwerk veröffentlicht.

## Geschichte
Die Ursprünge des Formats liegen in japanischen TV-Shows der 1970er-Jahre. Hier wurden während der Show in einem kleinen Fenster Reaktionen von prominenten Personen eingeblendet. Diese Reaktionen waren vergleichbar mit Lachkonserven. Auch in deutschen Sendungen wie TV total gab es bereits Reaktionen auf Videos. In ihrer modernen Form entwickelten sich Reaktionsvideos ab 2007 vor allem auf YouTube. Eines der ersten viralen Reaktionsvideos war die Reaktion auf das Browsergame Scary Maze Game im Jahr 2006, später Reaktionen auf den Koprophilie-Pornofilm 2 Girls 1 Cup. Als erste Webvideoproduzenten, die regelmäßig erscheinende Reaktionsvideos zum prägenden Konzept ihres Kanals machten, gelten die Fine Brothers (2010).
Im Jahr 2014 war das Phänomen der Reaktionsvideos bereits Thema von Medienberichterstattung. Einzelne Videos konnten Aufrufzahlen im Bereich der Hunderttausend bis Millionen erzielen. Im deutschsprachigen Raum wurde das Reaction-Format insbesondere durch YouTuber wie Simon Unge, Luca oder MontanaBlack einer breiten Öffentlichkeit bekannt. Das erste Mal wurde am 18. September 2016 ein Reaktions-Livestream auf dem YouTube-Kanal ungespielt veröffentlicht, in dem sich Unge andere YouTube-Videos anschaute und seine Meinung abgab.
Kurz nach dem Start von TikTok 2018 wurde dort bereits eine Funktion geschaffen, um Reaktionsvideos auf ein Video zu erstellen.

## Merkmale
Im Fokus der Reaktionsvideos steht zumeist nicht das Video oder Ereignis, auf welches reagiert wird, sondern die reagierende Person. So wurde vor allem zu Beginn dieser Entwicklung ausschließlich die Reaktion gezeigt, ohne das eigentliche Ereignis. Diese Form der Videos weisen stilistisch nur kleine Unterschiede auf. Häufig geht es dabei um das Mitfiebern zum Video, die Emotionen wie Ekel, Mitleid, Furcht oder Gelächter bei dem Reagierenden und dessen Kritik und Meinung (Feedback) und Umgang zu dem im Video gezeigten Inhalt. Darüber hinaus können Reaction-Videos das Bedürfnis nach Information oder sozialem Austausch, ähnlich wie bei Mok-Bangs, erfüllen. Reaktionsvideos stellen einen Teil der Ökonomie der Aufmerksamkeit dar.

## Kritik
Unter anderem der YouTuber Gronkh, der selbst auch Reaktionsvideos produziert, kritisierte in einem Livestream 2018 diese Form von Videos und bezeichnete diese Art als „Diebstahl von Inhalten“. Da Reaktionsvideos ohne Erlaubnis des Urhebers des Originalvideos meist nicht aufgrund der fehlenden tiefgehenden inhaltlichen Auseinandersetzung vom Zitatrecht als eigenständiges Werk gedeckt sind, stellen viele dieser Videos eine Urheberrechtsverletzung dar und können von den Plattformen entfernt oder demonetarisiert werden.
Probleme mit Reaktionsvideos ergaben sich auch für ihre Monetarisierung. Die Originalvideos wurden nach Wahrnehmung ihrer Produzenten weniger geklickt, wenn sie kurz nach dem Upload schon von größeren Reaction Streamern geschaut und kommentiert wurden. Robin Blase legte 2021 offen, wie gering seine Einnahmen durch eigene Videos waren im Vergleich zu Einnahmen, die Andere durch Reaktionsvideos auf seine Produktionen generierten.
Der YouTuber DerDrogg parodierte im Jahr 2023 in einem Video die React-Szene und damit viele der bekanntesten YouTuber sowie Twitch-Streamer im deutschsprachigen Raum. Er thematisiert darin zu Beginn auch die Kritik der geringeren Monetarisierung und des Inhaltsdiebstahls. Dieses Video generierte innerhalb kürzester Zeit hunderttausende Klicks. Auch weil selbst auf dieses Video dutzendfach reagiert wurde, meist von den in der Parodie gezeigten YouTubern und Streamern.
Inzwischen erlaubt YouTube mittels seines Content-ID-DRM-Systems auch dann Künstlern auf YouTube die Monetarisierung ihrer Video-Inhalte, wenn sie Bestandteil eines anderen Videos, wie beispielsweise einer Reaktion sind, sodass diese an den Einnahmen der Reaktionsvideos beteiligt werden können. Produzenten können mit dem DRM-System Reactions, oder generell die Einbettung ihrer Inhalte in andere Videos, die nicht vom Zitatrecht gedeckt sind, auch komplett untersagen. Allerdings verzichten einige Reaction-YouTuber auch dann auf die Besprechung von Videos, wenn sie sich ihre Einnahmen mit dem originalen Content Creator via Content ID teilen müssen. In den 2020er Jahren wurde es unter YouTubern üblich, dass während einer Sperrfrist für die Erstauswertung, die der Original-Creator bestimmt, nicht kommerziell auf dessen Videos reagiert werden sollte und Reactions erst nach Ablauf der Frist hochgeladen werden. Einige Creator schützen zur Durchsetzung dieser Frist ihre Produktionen temporär mit Content ID.